# جین برکین
جین برکین (انگلیسی: Jane Birkin؛ ۱۴ دسامبر ۱۹۴۶ – ۱۶ ژوئیهٔ ۲۰۲۳) بازیگر و خوانندهٔ انگلیسی بود. او از سال ۱۹۶۵ مشغول فعالیت بود و به‌خاطر رابطه با سرژ گنزبور و همچنین برند کیف برکین شناخته می‌شد.

## زندگی‌نامه

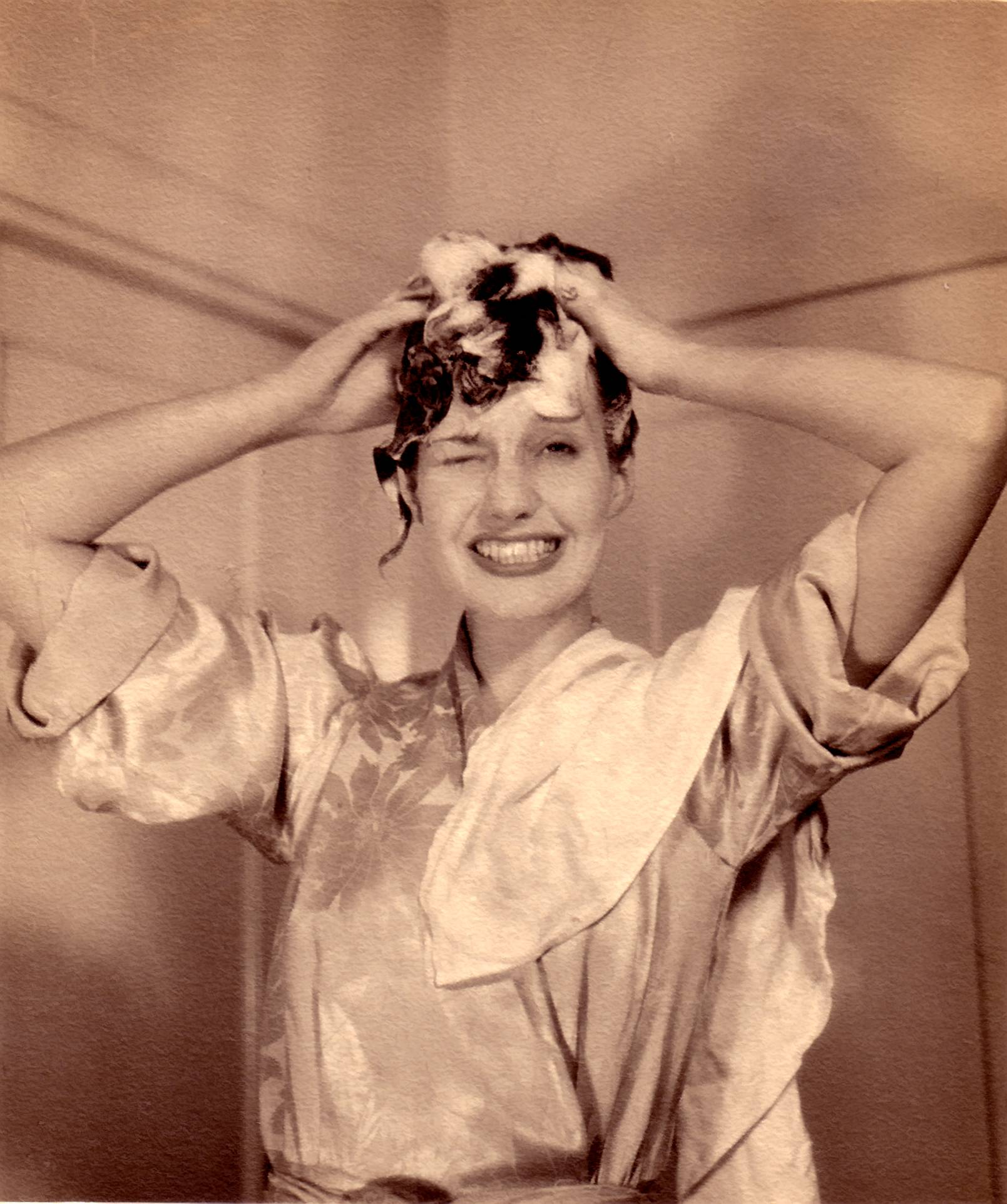
جودی کمبل بازیگر و خواننده، مادر جین برکین، یک سال قبل از تولد او.

جین برکین دختر دیوید برکین (۱۹۱۴–۱۹۹۱)، فرمانده نیروی دریایی سلطنتی، و بازیگر جودی کمبل (۱۹۱۶–۲۰۰۴) است. او یک خواهر کوچکتر به نام لیندا و یک برادر بزرگتر به نام اندرو برکین بازیگر و کارگردان دارد که با جین در فیلم دزد دریایی بازی کرد.

## بخشی از فیلمشناسی
از فیلم‌ها یا برنامه‌های تلویزیونی که وی در آن نقش داشته است می‌توان به آثار زیر اشاره کرد.
- آگراندیسمان (۱۹۶۶)
- مزاحم زیبا (۱۹۹۱)
- دوبار متولد شد (۲۰۱۲)
- دوستت دارم… من هم نه (۱۹۷۶)
- مهارت …و نحوه به دست آوردنش (۱۹۶۵)
- زیبابین (۱۹۶۶)
- استخر (۱۹۶۹)
- شاه‌دانه (فیلم) (۱۹۷۰)
- چگونه موفق شوی وقتی احمقی و نالان (۱۹۷۴)
- کاترین و شرکا (۱۹۷۵)
- حیوان (فیلم ۱۹۷۷) (۱۹۷۷)
- مرگ بر روی نیل (۱۹۷۸)
- اگون شیله: زیاده‌روی و مجازات (۱۹۸۰)
- شیطان زیر آفتاب (۱۹۸۲)
- دزد دریایی (۱۹۸۴)
- گرد و غبار (۱۹۸۵)
- حق خود را بگیر (۱۹۸۷)
- صد و یک شب (۱۹۹۵)
- همان ترانه قدیمی (۱۹۹۷)
- سیندرلا (۲۰۰۰)
- جعبه‌ها (۲۰۰۶)

## مرگ
در ۱۶ ژوئیه ۲۰۲۳، جسد برکین در خانه‌اش در پاریس پیدا شد. او ۷۶ سال داشت. علت مرگ جین برکین هنوز فاش نشده‌است، اما مشخص است که او اخیراً در وضعیت سلامتی نامناسبی قرار داشته و در سال ۲۰۲۱ دچار سکته مغزی شده‌است. اولین فیلم مستند «جین از شارلوت» دربارهٔ رابطه بیرکین با دخترش شارلوت بود که یکی از آخرین حضورهای عمومی او قبل از مرگش بوده‌است.